# モバイルファーマシー

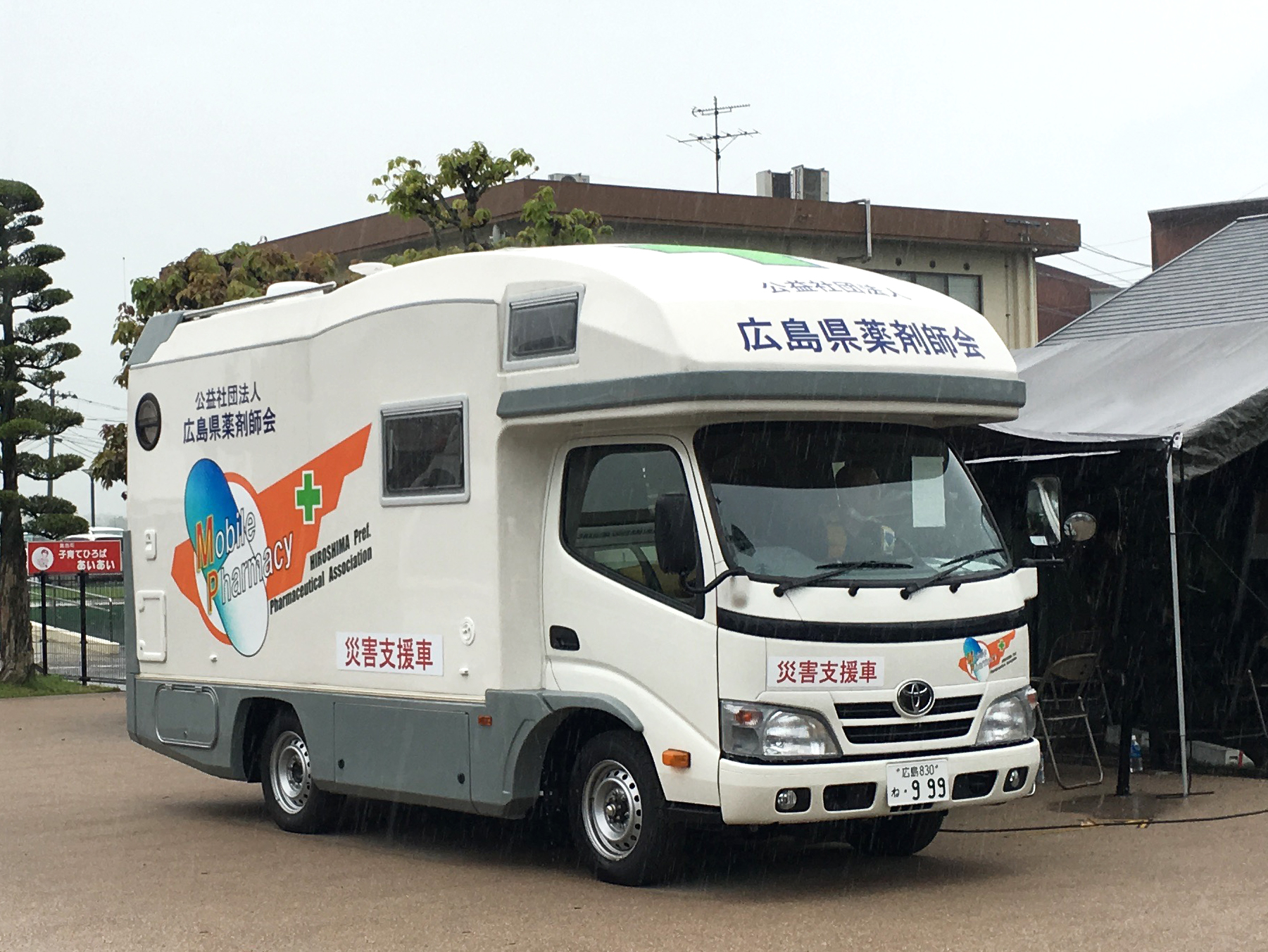
熊本地震の被災地に派遣された広島県薬剤師会が運用するモバイルファーマシー

モバイルファーマシー（英語：Mobile Pharmacy, MP）とは、医薬品を積載し、移動先で薬局の機能を提供する車両となり、主に災害派遣時に運用される。2011年3月に発生した東日本大震災を契機に宮城県薬剤師会の山田卓郎によって発明された。日本語で災害対応医薬品供給車両とも表記される。

## 概要
東日本大震災では津波の被害により大半の薬局が機能を失ったことでDMATによる災害処方箋の対処不能、DMAT撤収後に薬の供給が停止した上、緊急支援物資の中に医薬品が同梱されていても調剤設備が無ければ配薬することができない問題も発生した。また、DMATへの薬剤師の帯同人員不足や、被災者の大半がお薬手帳を失っているため服用している薬剤名もわからないなど惨憺たる状況であった。震災の現場を目の当たりにした宮城県薬剤師会の山田卓郎薬剤師（現：日本薬剤師会常務理事）によってライフライン喪失下でも活動可能な移動薬局として考案され、山田はアウトドアが趣味であったことからキャンピングカーをベースにした車両を着想し、埼玉県所沢市に本拠を置くキャンピングカー製造会社であるバンテック社と共同で開発が進められた。この車両は最大500品目の医薬品を積載することが可能であり、車内には医薬品冷蔵庫や調剤棚、分包機や電子天秤、水剤調剤用専用シンクなど備えていることからその場で調剤や各種医薬品への対応が可能となった。
自己完結環境を築くため車両は調剤だけでなく対応する薬剤師の住居としての機能も兼ね備えており、3名分のベッドやシャワー、トイレ設備や発電機、温水器なども有している。この他に太陽光発電パネルや地上・衛星放送用アンテナ、現地通話用トランシーバー用アンテナなどの通信設備も完備する。
ベース車両はキャンピングカーのほか、ワンボックスカーやトラック、マイクロバスをベースとした車両の開発も行われているほか、海外では大型トレーラーなども使用される。

## 課題

### 導入コスト
車輛価格が高額であり、導入に関し一部自治体による補助があるものの各薬剤師会が負担しなければならない。また、車輛メンテナンス費用や通信費などのランニングコストが掛かる。

### 人材不足
車両や装備に関する知識が必要であり熟知する人材が少ない。

### 法規制
薬剤師法から薬剤師は薬局以外で調剤してはならないと規定されており、医薬品、医療機器等の品質、有効性及び安全性の確保等に関する法律（薬機法）、薬局等構造設備規則からモバイルファーマシーは薬局として認められていないため災害時にしか利用することが出来ない。また、少子高齢化により過疎地での移動薬局としての機能が期待されており現行法上不可能であるが、実現に向けた実証実験が行われている。

### お薬手帳
被災地では手帳を持ち出す人が少なく、調剤などに正確な薬品情報が必要である。今後、マイナンバーカードで既往歴や服用薬情報が管理できるよう整備が進められている。